# Viktor Böttcher
Viktor Böttcher (* 20. November 1880 in Zoppot; † 20. Februar 1946 in Neumünster) war ein deutscher Verwaltungsjurist und Nationalsozialist.

## Leben
Böttcher studierte an der Kaiser-Wilhelms-Universität Straßburg Rechtswissenschaft. 1902 wurde er Mitglied des Corps Palaio-Alsatia. Noch vor Abschluss des Studiums mit Promotion 1906 trat er im November 1904 in den Kolonialdienst des Reichskolonialamtes, wo er es bis zum stellvertretenden Gouverneur in Kamerun brachte. In Kamerun im Ersten Weltkrieg gehörte er als Oberleutnant zur See der Schutztruppe für Kamerun an. Er geriet in britische Kriegsgefangenschaft, aus der er über Umwege nach Deutschland fliehen konnte. Im Juni 1918 wurde er im Rang eines Kapitänleutnants der Reserve der Matrosenartillerie überstellt und leistete Dienst in verschiedenen Minenräumflottillen. Am 21. Januar 1920 schied er aus der Marine aus.
Zur Zeit der Weimarer Republik war Böttcher unter anderem Danziger Attaché des polnischen Konsulats in Hamburg. In der Freien Stadt Danzig leitete er als enger Vertrauter des NS-Politikers Arthur Greiser, der 1934 Senatspräsident Danzigs geworden war, seit 1935 die Auswärtige Abteilung des Senats. Als Protegée Greisers folgte er diesem in den Reichsgau Posen, den späteren Warthegau, wo er zunächst Gauinspekteur und schließlich rückwirkend zum 1. Januar 1940 bis 1945 Regierungspräsident des Regierungsbezirks Posen war. Hier wirkte er maßgeblich an der Eindeutschungs- und Germanisierungspolitik mit. Ziel bei der Erziehung der polnischen Kinder und Jugendlichen sei, so Böttcher, eine „Ausmerzung der polnischen Kultur und Sprache“.
Boettcher trat zum 1. Mai 1933 der NSDAP bei (Mitgliedsnummer 3.396.391) und 1937 der SS (SS-Nummer 276.162), in der er November 1943 den Rang eines Brigadeführers erreichte. Er gilt in der Forschung als ein Beispiel für personelle Kontinuitäten zwischen dem deutschen Überseekolonialismus und nationalsozialistischer Herrschaftspraxis in den besetzten Gebieten.